# Abbazia di Borghorst
L'Abbazia di Borghorst era un'abbazia cattolica situata a Steinfurt in Germania, nella Renania Settentrionale-Vestfalia. Fondata nella seconda metà del X secolo, era un convento femminile aristocratico, laico e libero. Fu sciolto nel 1811 e tutti gli edifici furono demoliti in fasi successive nel corso del XIX secolo, tranne alcune piccole emergenze. Sul sito dell'originale chiesa abbaziale si trova oggi la neogotica chiesa di San Nicomede.

## Storia
L'anno di fondazione è spesso indicato come 968. Anche se la copia dello statuto di fondazione del XVI secolo è stata dimostrata essere un falso, non vi è dubbio che la fondazione risalga al X secolo. La fondatrice fu la contessa Bertha von Borghorst. Era la vedova del conte Bernhard von Borghorst ed è annoverata tra i parenti della nobile famiglia Billunger. Insieme alla figlia Edvige o Hadwig, fece costruire una chiesa dedicata a san Nicomede e un monastero femminile annesso, riutilizzando l'ex castello del conte.
La figlia Edvige divenne la prima badessa e le prime canonichesse provenivano dall'abbazia di Essen. Nel 969 vi furono traslate le reliquie dei santi Cosma e Damiano, san Nicomede e san Maurizio.

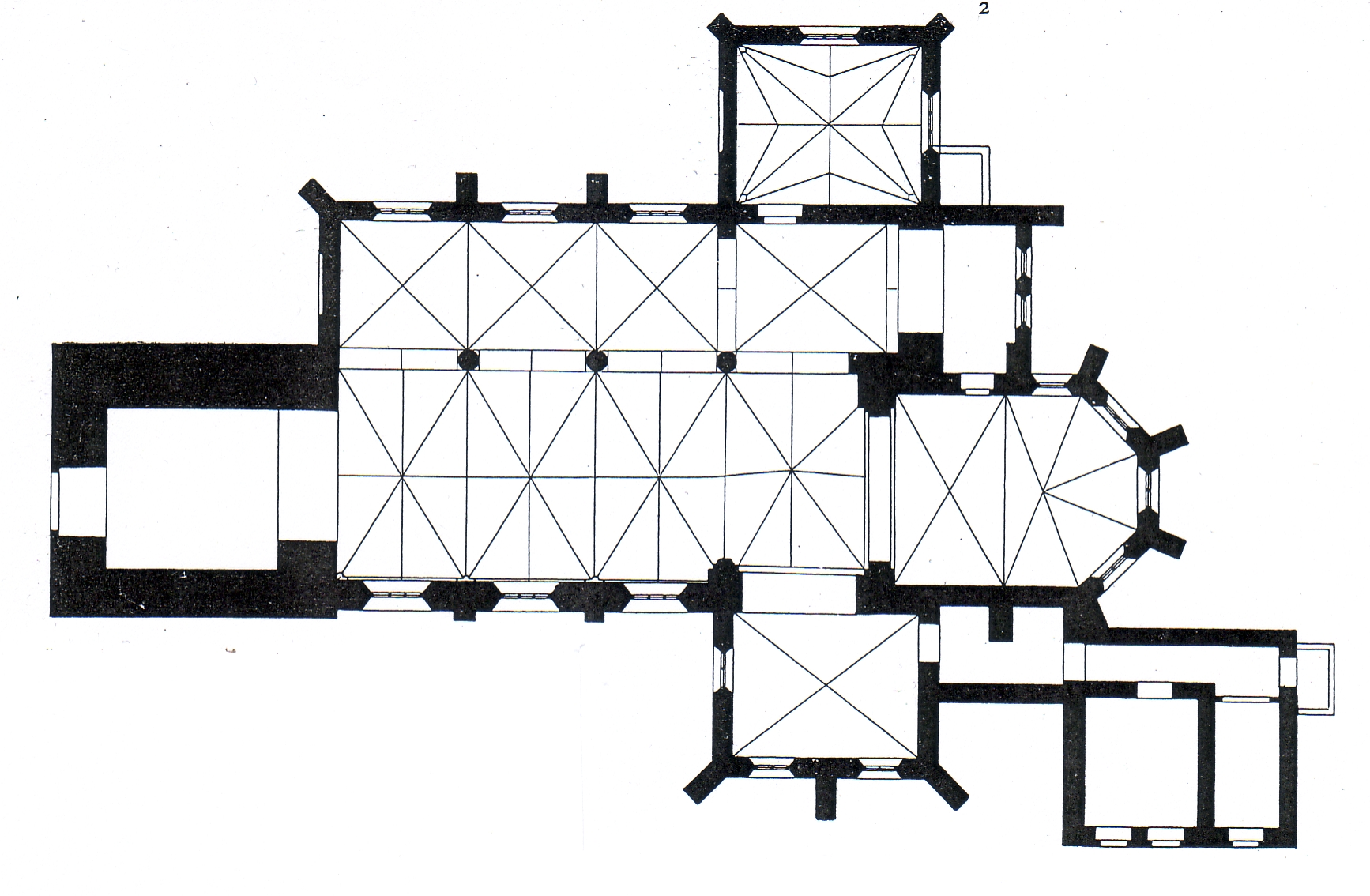
Planimetria della chiesa elaborata prima della demolizione.

Ottone I prese l'istituzione sotto la sua protezione e incaricò l'arcidiocesi di Magdeburgo di provvedere alla protezione. Nel 974 il monastero ottenne l'immunità da Ottone II, dopodiché fu esentata da ogni giurisdizione secolare e alle canonichesse fu concesso di scegliere liberamente la propria badessa. Tutto ciò dipendeva solo dalla conferma dell'arcivescovo di Magdeburgo. Fu particolarmente messo in chiaro che il vescovo di Münster, responsabile della zona, non aveva alcun diritto sul monastero. Ai vescovi di Münster era consentito entrare nel monastero solo per doveri episcopali e solo con il consenso della badessa. La ragione principale dell'indipendenza dell'istituzione dal vescovo diocesano era la sua vicinanza alla potente casa di Billung e alla casa imperiale sassone, nonché il suo rapporto con il primo arcivescovo di Magdeburgo, Adalberto. Ottone III confermò ulteriormente i privilegi dell'abbazia nel 989.
La fondatrice lasciò in eredità tutti i suoi beni alla fondazione. I possedimenti terrieri del monastero continuarono ad aumentare nel tempo attraverso donazioni, trasferimenti e acquisti. Intorno al 1313, Borghorst era uno dei conventi femminili più ricchi della diocesi di Münster. Il monastero comprendeva diversi cavalieri con incarichi ministeriali.
Gli arcivescovi nominarono un balivo come funzionario per proteggere il monastero e fare da intermediario. I diritti di baliaggio andarono inizialmente al conte Wichmann della famiglia Billung. Successivamente, i diritti passarono ai conti di Ravensberg. Nel 1271 il baliato passò ai conti di Steinfurt. Non di rado, i balivi tentarono di interferire con i diritti delle canonichesse o dei contadini subordinati al monastero, ragione per cui, in seguito, i loro diritti giudiziari furono fortemente limitati. Nel XIV secolo sorsero controversie tra il vescovo di Münster e i conti di Steinfurt sulla sovranità su Borghorst.
La chiesa del monastero fu elevata a chiesa parrocchiale nel 1040. Soprattutto a causa dell'indipendenza monastica, non ricevette pieni diritti di arcidiaconato dal vescovo di Münster. La badessa aveva questo potere solo nell'ambito dell'immunità del monastero. Il responsabile era il parroco di Borghorst, che a sua volta era sempre stato un canonico del monastero. La badessa aveva il diritto di ricoprire i due incarichi canonici nella chiesa parrocchiale e in quattro vicariati.
Quando i conti di Steinfurt della casa di Götterswick-Bentheim si convertirono al protestantesimo, scoppiarono nuovi conflitti tra il balivo, ora protestante, e l'abbazia cattolica. Come conseguenza all'inasprirsi dei rapporti, il capitolo abbaziale non riconobbe più i diritti dei balivi a partire dal 1606, ma solo nel 1786 i conti di Steinfurt rinunciarono ufficialmente ai loro diritti di balivi di Borghorst.
Sebbene l'arcidiocesi di Magdeburgo divenne protestante durante la Riforma, il rapporto tra essa e il monastero rimase inizialmente invariato. Tuttavia, all'interno del capitolo c'erano ora anche canonichesse protestanti. Queste circostanze diedero al vescovo cattolico di Münster, Ferdinando di Baviera, l'opportunità di intervenire negli affari del monastero e di espellere le canonichesse protestanti nel 1616.
Durante la Guerra degli ottant'anni, il monastero fu attaccato durante un trasporto di rifornimenti dell'esercito spagnolo nel 1592.
Nel corso della Controriforma nella diocesi cattolica di Münster, il monastero riconobbe il vescovo di Münster come ordinario nel 1623. Dopo la secolarizzazione dell'arcivescovado di Magdeburgo nel 1648, gli sforzi dei vescovi di Münster per impossessarsi dei diritti di Magdeburgo aumentarono. Fu anche con questo obiettivo in mente che il vescovo Christoph Bernhard von Galen sostenne la sorella nella sua candidatura a badessa di Borghorst nel 1672. Il trasferimento dei diritti a Münster fu contestato dal Brandeburgo-Prussia come nuovi sovrani a Magdeburgo e nel 1718 il re di Prussia Federico Guglielmo I fu in grado di far valere alcuni dei suoi antichi diritti reclamati.
Dopo il Reichsdeputationshauptschluss del 1803 e la dissoluzione del Sacro Romano Impero, l'abbazia di Borghorst passò sotto il controllo dei conti di Salm. Il monastero intentò una causa contro questa decisione presso la Corte d'Appello del Reich ma, prima ancora che il processo fosse completato, nel 1806 i conti persero la sovranità sulla contea di Salm-Horstmar. Dopo l'integrazione del Granducato di Berg nella Confederazione del Reno, Gioacchino Murat, in qualità di nuovo sovrano, non sciolse inizialmente i monasteri. Ciò accadde solo nel 1811, quando la regione passò alla Francia. Le tenute vennero aggiunte ai domini dell'imperatore Napoleone. L'abbazia cessò di esistere e edifici appena incamerati furono venduti. Dopo la ritirata francese, il conte di Salm-Horstmar ricevette indietro i beni del monastero, ma dovette risarcire finanziariamente le canonichesse. L'archivio fu portato nell'archivio principesco di Coesfeld.
Il dormitorio era già stato demolito nel 1801, prima ancora della secolarizzazione. Il resto degli edifici dell'abbazia furono demoliti nel 1811, a seguito della dissoluzione. La chiesa gotica di San Nicomede sopravvisse ancora qualche decennio e fu infine demolita negli anni 1880 per far posto a un nuovo edificio, l'attuale chiesa neogotica di San Nicomede. Dell'abbazia originale sono sopravvissuti solo l'edificio del capitolo, una casa (1688) un tempo parte degli edifici residenziali di canonici e canonichesse affacciati sul sagrato della chiesa abbaziale e la cappella di San Luigi (1749), a poca distanza dal sito della chiesa.
Oltre al patrimonio conservato nell'archivio principesco di Coesfeld, una parte considerevole dell'archivio si trova nell'archivio parrocchiale di Borghorst. Il necrologio del XIII secolo è invece conservato nell'Archivio di Stato di Münster.

## Vita monastica

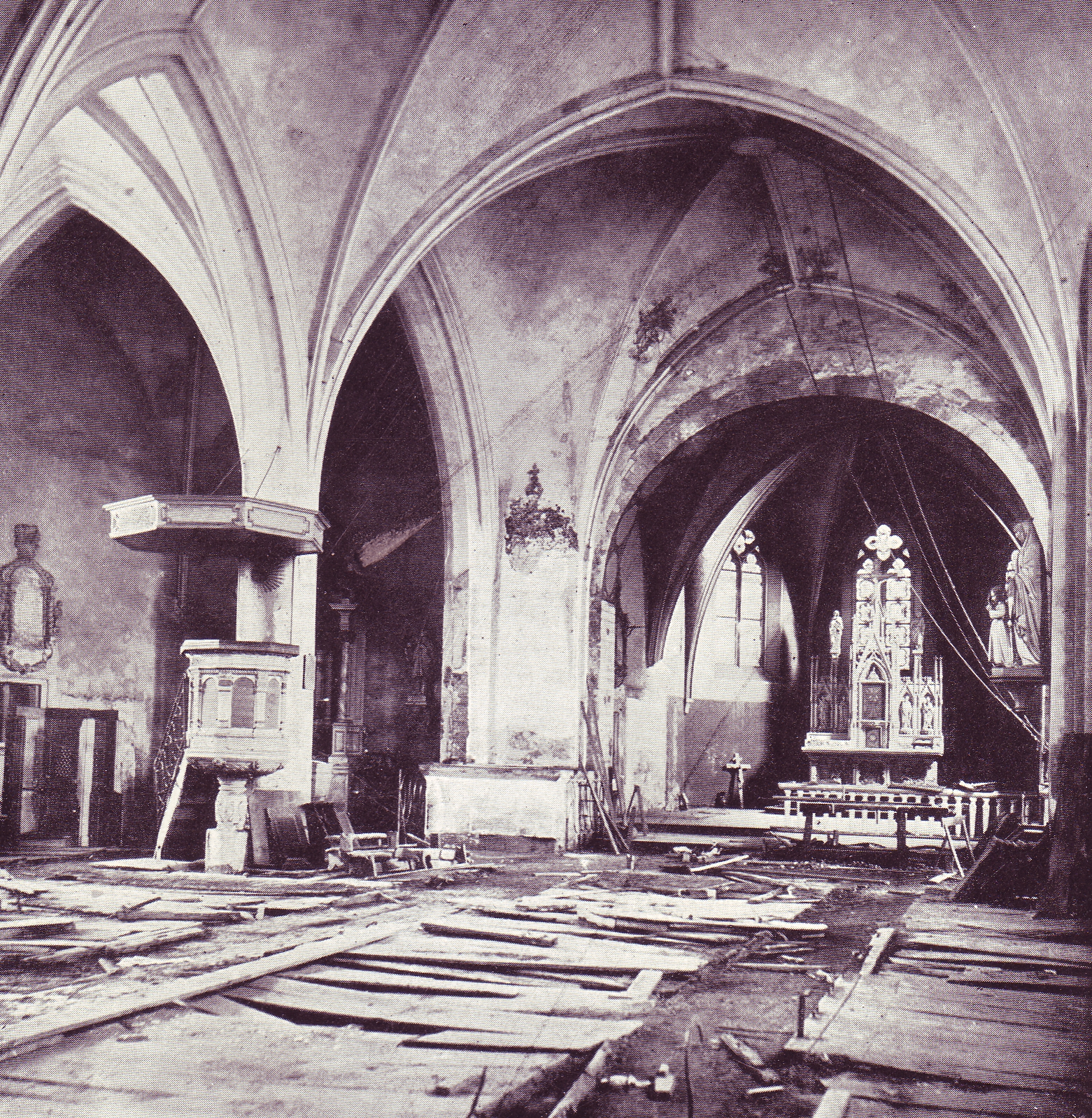
L'interno della chiesa nel 1889, prima della demolizione

È possibile che il convento abbia aderito alla regola monastica dell'Ordine Premostratense, ma l'eventuale appartenenza a questo o altro ordine era ormai cessata in età moderna, quando il convento femminile si configurava strettamente nobile e laico, di appartenenza imperiale.
Le canonichesse, provenienti da famiglie nobili, facevano voto di castità e di obbedienza all'ingresso nel convento, ma non pronunciavano alcun voto religioso. Tranne che durante la preghiera corale, le donne indossavano abiti secolari. Durante i primi anni nel monastero, le canonichesse erano soggette a rigidi requisiti di residenza, ma in seguito tali requisiti vennero allentati. Poiché non esisteva alcun voto di religione e il monastero era di stampo laico, i suoi membri potevano possedere proprietà ed era loro anche consentito di lasciare la comunità, ad esempio per sposarsi.

## Edifici e opere d'arte
Non si sa quando venne costruita la chiesa collegiata. In base a quanto si può desumere dal materiale fotografico ottocentesco antecedente la demolizione, la torre occidentale della navata risaliva al XII secolo. Nel 1403 la chiesa romanica venne ampliata e trasformata in una chiesa a sala gotica, di cui restano testimonianze fotografiche. Accanto alla grande torre si trovava la cappella della badessa. Nelle vicinanze c'erano anche altre cappelle.
Uno dei tesori d'arte più importanti sopravvissuti è la Croce della Collegiata di Borghorst, risalente al 1050 circa, esposta nella chiesa di San Nicomede che ha preso il posto dell'antica chiesa abbaziale.